# یونسیه
یونسیه (به عربی: الیونسیة) یک روستا در سوریه است که در ناحیه بداما واقع شده‌است. یونسیه ۱٬۳۱۸ نفر جمعیت دارد.